# Nicolaus Schuback

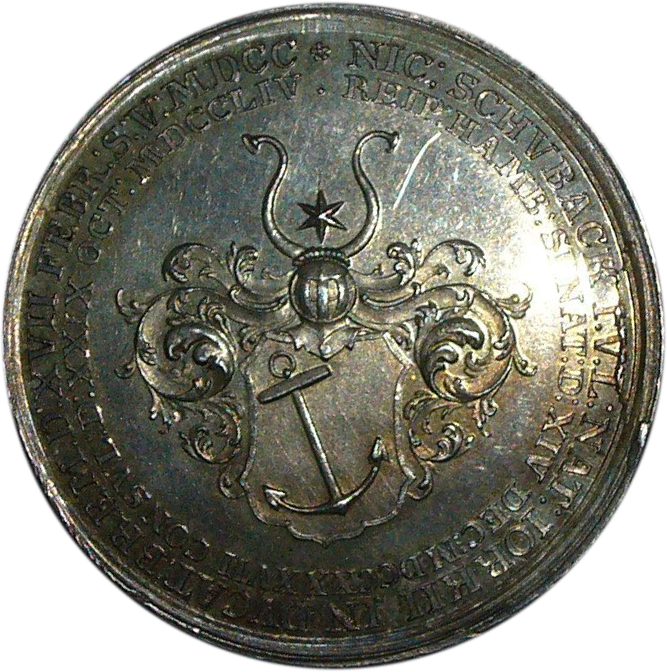
Bürgermeisterpfennig zu Ehren Nicolaus Schuback († 28. Juli 1783) (Vorderseite)

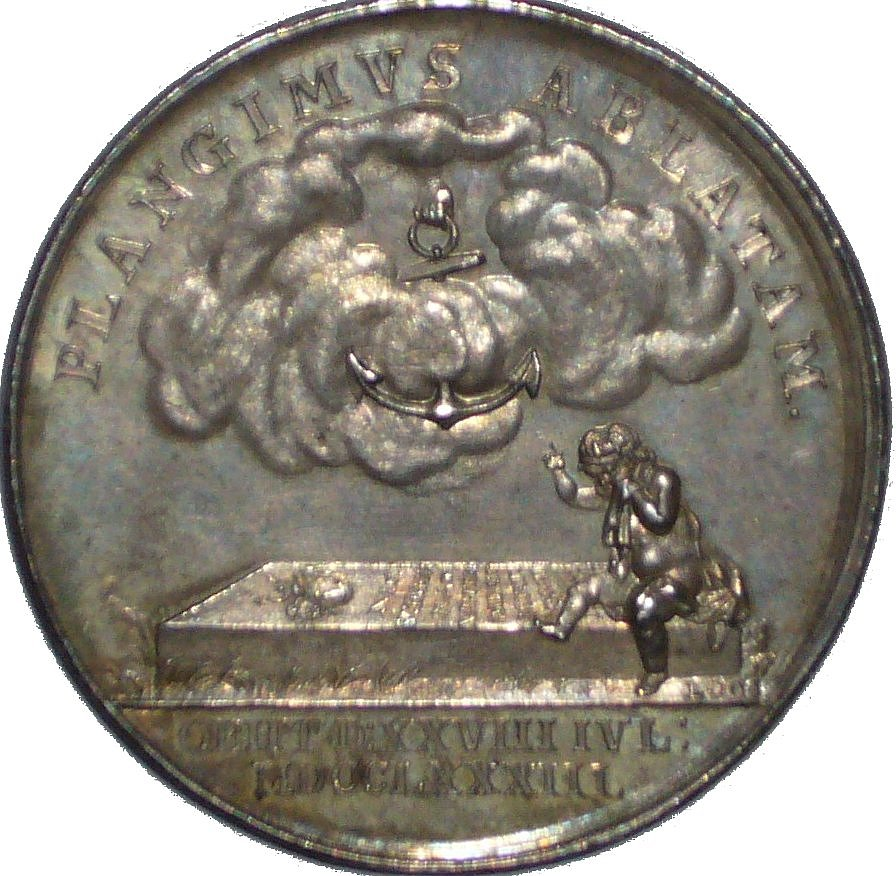
Bürgermeisterpfennig zu Ehren Nicolaus Schuback († 28. Juli 1783) (Rückseite)

Nicolaus Schuback (* 18. Februar 1700 in Jork; † 28. Juli 1783 in Hamburg) war ein Hamburger Jurist und im Zeitraum vom 29. Oktober 1754 bis zum 28. August 1782 auch Bürgermeister von Hamburg.

## Leben
Nach dem Schulbesuch begann Schuback 1720 das Jurastudium an der Universität Jena, welches er schließlich 1725 erfolgreich an der Universität Gießen abschloss. Anschließend ging er zurück nach Hamburg, wo er sich als Anwalt betätigte, bevor er 1737 zum Senator gewählt wurde.
Nach seinem Tode ließ die Familie zu seinem Andenken einen Bürgermeisterpfennig (Schuback-Taler) prägen und an die Trauergemeinde verteilen. Die Münze zeigt auf der Vorderseite das behelmte Familienwappen, auf der Rückseite einen Grabstein mit trauerndem Genius, über dem eine Hand einen Anker hält.
Im Hamburger Stadtteil Eppendorf ist eine kleine Straße nach ihm benannt.

## Familie
Schuback heiratete am 1. Mai 1725 Elisabeth John, Tochter des Senators Jacob John. Nachdem seine Frau 1745 verstorben war, ging Schuback am 18. April 1747 eine zweite Ehe mit Anna Elisabeth Häseler, Tochter des Kaufmanns Heinrich Häseler, ein. Diese zweite Ehe blieb kinderlos. Von den neun Kindern aus der ersten Ehe wurde der Sohn Jacob Schuback Hamburger Senatssyndicus und Mitglied des Reichstages in Regensburg. Ein weiterer Sohn, Johannes Schuback, wurde ein erfolgreicher Unternehmer.

## Porträts
- Ernst Ludwig Riepenhausen, Bildnis Nicolaus Schuback, Radierung, 177 × 126 mm (Blatt), (online, Digitaler Porträtindex, Bildarchiv Foto Marburg)
- Otto Christian Gaedechens, Begräbnismünze Nr. 7, Verein f. Hamburgische Geschichte (Hrsg.): Hamburgische Münzen und Medaillen, Verlag Johann August Meissner, Hamburg, 1850, S. 57, (online)